# Musée lapidaire Saint-Nicolas
Le musée lapidaire Saint-Nicolas, fondé le 10 août 1861, est un musée français consacré à l'archéologie situé à Autun.

## Situation
Il prend place rue Saint-Nicolas, dans l'ancien hôpital Saint-Nicolas-Saint-Éloi-en-Marchaux daté au moins du XIe siècle qui fut un hôpital pour indigents, désaffecté en 1668, dont il ne reste que la chapelle.

## Collections
Le musée rassemble des éléments d'architecture gallo-romaine d'Augustodunum (chapiteaux, partie d'aqueduc, corniches, fragments de fontaine et colonnes). La taille de certaines colonnes donne une bonne idée de l'allure imposante des monuments disparus. Une galerie des tombeaux présente un alignement de 130 stèles datant du Ier au IVe siècle ; quelques éléments de facture médiévale (statuaire et sarcophages) sont également visibles.
Le jardin d'inspiration romantique prête le lieu à des saynètes et éclairage aux flambeaux lors de la Nuit des musées.

## Historique
- 14 mai 1811 : le maire, monsieur George, installe un cabinet d'antiquités dans le collège d'Autun. Ce cabinet est la somme de dons provenant de particuliers et de notables locaux.
- 1828 : transfert dans l'infirmerie du collège.
- 1835 : on bâtit une nouvelle mairie et concède des salles à un usage muséographique.
- 4 février 1836 : le maire, monsieur Laureau, institue la Société éduenne (société savante) à qui il confie la direction du musée afin de rationaliser les collections.
- En 1845, on construit la maison des caves Joyaux (actuelle maison du gardien du théâtre romain) qui sert de musée lapidaire. Le manque de place est chronique et des objets sont déposés à la sous-préfecture.
- 1858 à 1860 : nouveaux endroits, la gendarmerie et l'ancien couvent des Cordeliers.
- En octobre 1860, Jacques Gabriel Bulliot envisage l'emplacement actuel du musée.
- En mai 1861, l'ampleur des travaux demande le lancement d'une souscription. Celle-ci est fortement suivie par les membres de la Société éduenne et, grâce à Jacques Gabriel Bulliot et un des membres de la famille Schneider, d'autres subsides sont alloués.
- 10 août 1861 : création du musée lapidaire Saint-Nicolas.
- 1876 : aménagement d'un cloître (galeries sur trois côtés et jardin intérieur), travaux dans la chapelle.
- Fin des années 2000 : dernières rénovations, embauche d'un gardien.